# كوريغان (تكساس)
كوريغان (بالإنجليزية: Corrigan, Texas)‏ هي معلم جغرافي تقع في الولايات المتحدة في مقاطعة بولك، تكساس. يقدر عدد سكانها بـ 1,721 نسمة ومساحتها 4.8 كم2 وترتفع عن سطح البحر 72 متر.

## التركيبة السكانية
حدّد مكتب تعداد الولايات المتحدة بيانات التركيبة السكانية لكوريغان في تعداد الولايات المتحدة. في ما يلي، التركيبة السكانية حسب تعدادي 2000 و2010.

### تعداد عام 2000
بلغ عدد سكان كوريغان 1,721 نسمة بحسب تعداد عام 2000، وبلغ عدد الأسر 630 أسرة وعدد العائلات 437 عائلة مقيمة في البلدة. في حين سجلت الكثافة السكانية 289.2 نسمة لكل كيلومتر مربع (749.0/ميل2). وبلغ عدد الوحدات السكنية 734 وحدة بمتوسط كثافة قدره 123.4 لكل كيلومتر مربع (319.6/ميل2).
وتوزع التركيب العرقي للبلدة بنسبة 48.11% من البيض و42.18% من الأمريكيين الأفارقة و0.23% من الأمريكيين الأصليين و8.83% من الأعراق الأخرى و0.64% من عرقين مختلطين أو أكثر و14.93% من الهسبانيون أو اللاتينيون من أي عرق.
بلغ عدد الأسر 630 أسرة كانت نسبة 42.5% منها لديها أطفال تحت سن الثامنة عشر تعيش معهم، وبلغت نسبة الأزواج القاطنين مع بعضهم البعض 40.3% من أصل المجموع الكلي للأسر، ونسبة 24.6% من الأسر كان لديها معيلات من الإناث دون وجود شريك،  بينما كانت نسبة 4.4% من الأسر لديها معيلون من الذكور دون وجود شريكة وكانت نسبة 30.6% من غير العائلات. تألفت نسبة 28.1% من أصل جميع الأسر من عدة أفراد يعيشون في نفس المنزل ونسبة 15.6% كانت تتألف من شخص يعيش بمفرده يبلغ من العمر 65 عاماً أو أكثر. وبلغ متوسط حجم الأسرة المعيشية 2.63، أما متوسط حجم العائلات فبلغ 3.23.
بلغ العمر الوسطي للسكان 32.1 عاماً. وكانت نسبة 31.3% من القاطنين تحت سن الثامنة عشر، وكانت نسبة 10.9% بين الثامنة عشر والرابعة والعشرين عاماً، ونسبة 23.4% كانت واقعةً في الفئة العمرية ما بين الخامسة والعشرين والرابعة والأربعين عاماً، ونسبة 17.7% كانت ما بين الخامسة والأربعين والرابعة والستين، ونسبة 13.1% كانت ضمن فئة الخامسة والستين عاماً فما فوق. يوجد لكل 100 أنثى 87.5 ذكر، ويوجد لكل 100 أنثى في الثامنة عشر من عمرها فما فوق 77.1 ذكر.
بلغ متوسط دخل الأسرة في البلدة 18,980 دولارًا، أما متوسط دخل العائلة فبلغ 24,830 دولارًا. وكان متوسط دخل الذكور 30,144 دولارًا مقابل 19,881 دولارًا للإناث. وسجل دخل الفرد الخاص بالبلدة 10,794 دولارًا. وكانت نسبة 30.3% من العائلات ونسبة 31.5% من السكان تحت خط الفقر، وكان من هؤلاء نسبة 42.7% تحت سن الثامنة عشر ونسبة 30.8% في الخامسة والستين من العمر وما فوق.

### تعداد عام 2010
بلغ عدد سكان كوريغان 1,595 نسمة بحسب تعداد عام 2010، وبلغ عدد الأسر 597 أسرة وعدد العائلات 413 عائلة مقيمة في البلدة. في حين سجلت الكثافة السكانية 268.1 نسمة لكل كيلومتر مربع (694.4/ميل2). وبلغ عدد الوحدات السكنية 698 وحدة بمتوسط كثافة قدره 117.3 لكل كيلومتر مربع (303.8/ميل2).
وتوزع التركيب العرقي للبلدة بنسبة 40.82% من البيض و42.19% من الأمريكيين الأفارقة و0.06% من الأمريكيين الأصليين و0.19% من الأمريكيين ذوي الأصول الآسيوية و15.11% من الأعراق الأخرى و1.63% من عرقين مختلطين أو أكثر و22.63% من الهسبانيون أو اللاتينيون من أي عرق.
بلغ عدد الأسر 597 أسرة كانت نسبة 44.2% منها لديها أطفال تحت سن الثامنة عشر تعيش معهم، وبلغت نسبة الأزواج القاطنين مع بعضهم البعض 37.5% من أصل المجموع الكلي للأسر، ونسبة 25% من الأسر كان لديها معيلات من الإناث دون وجود شريك،  بينما كانت نسبة 6.7% من الأسر لديها معيلون من الذكور دون وجود شريكة وكانت نسبة 30.8% من غير العائلات. تألفت نسبة 28.5% من أصل جميع الأسر من عدة أفراد يعيشون في نفس المنزل ونسبة 11.1% كانت تتألف من شخص يعيش بمفرده يبلغ من العمر 65 عاماً أو أكثر. وبلغ متوسط حجم الأسرة المعيشية 2.67، أما متوسط حجم العائلات فبلغ 3.29.
بلغ العمر الوسطي للسكان 32.3 عاماً. وكانت نسبة 32% من القاطنين تحت سن الثامنة عشر، وكانت نسبة 9.8% بين الثامنة عشر والرابعة والعشرين عاماً، ونسبة 23.5% كانت واقعةً في الفئة العمرية ما بين الخامسة والعشرين والرابعة والأربعين عاماً، ونسبة 24.6% كانت ما بين الخامسة والأربعين والرابعة والستين، ونسبة 10.1% كانت ضمن فئة الخامسة والستين عاماً فما فوق. وتوزع التركيب الجنسي للسكان بنسبة 47.8% ذكور و52.2% إناث.

## أعلام
- تشيس فورد
- مون موليكان
- راي ودارد